# 観客席

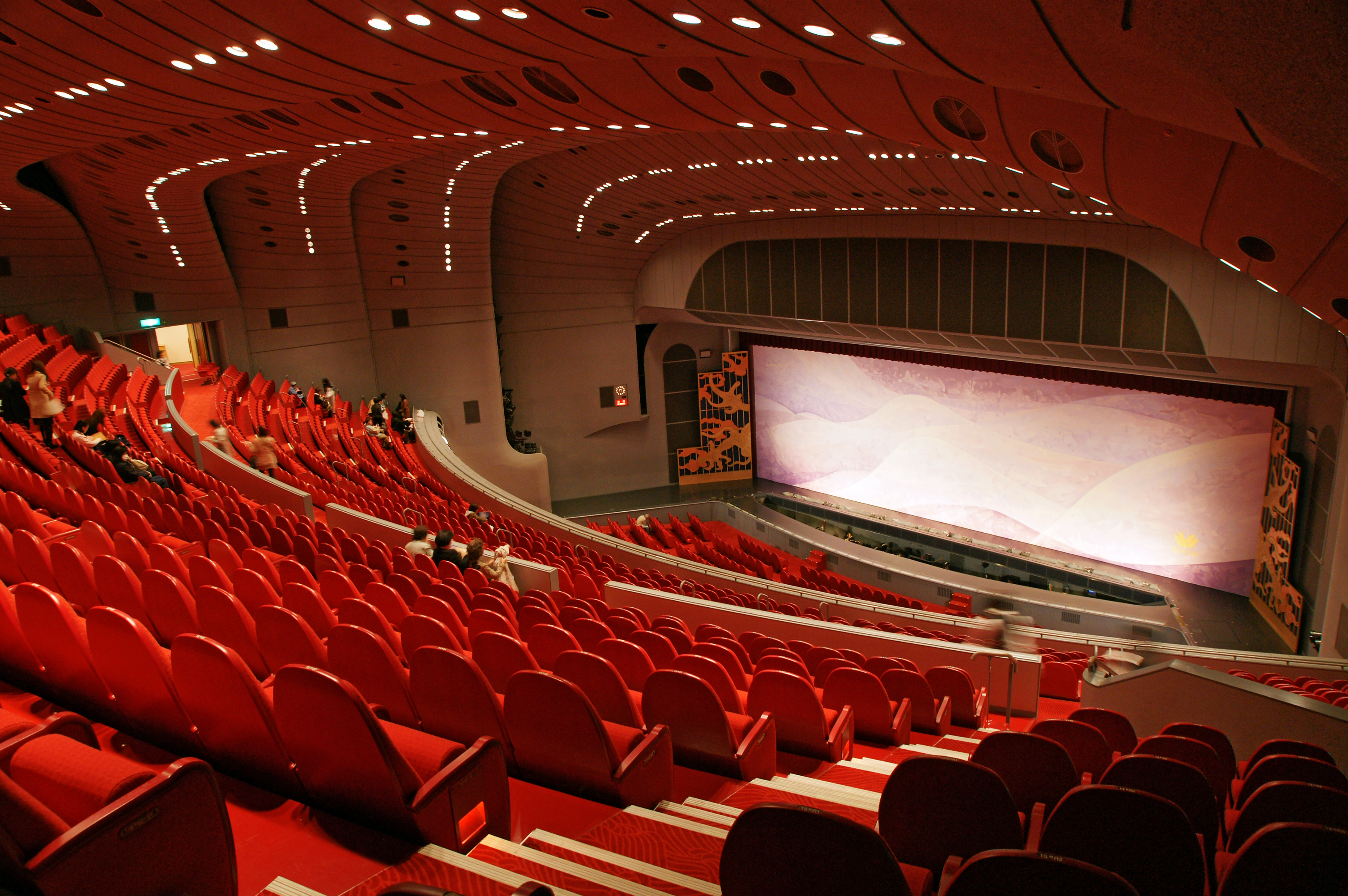
宝塚大劇場プロセニアム・シアター（跳ね上げ式の座席）

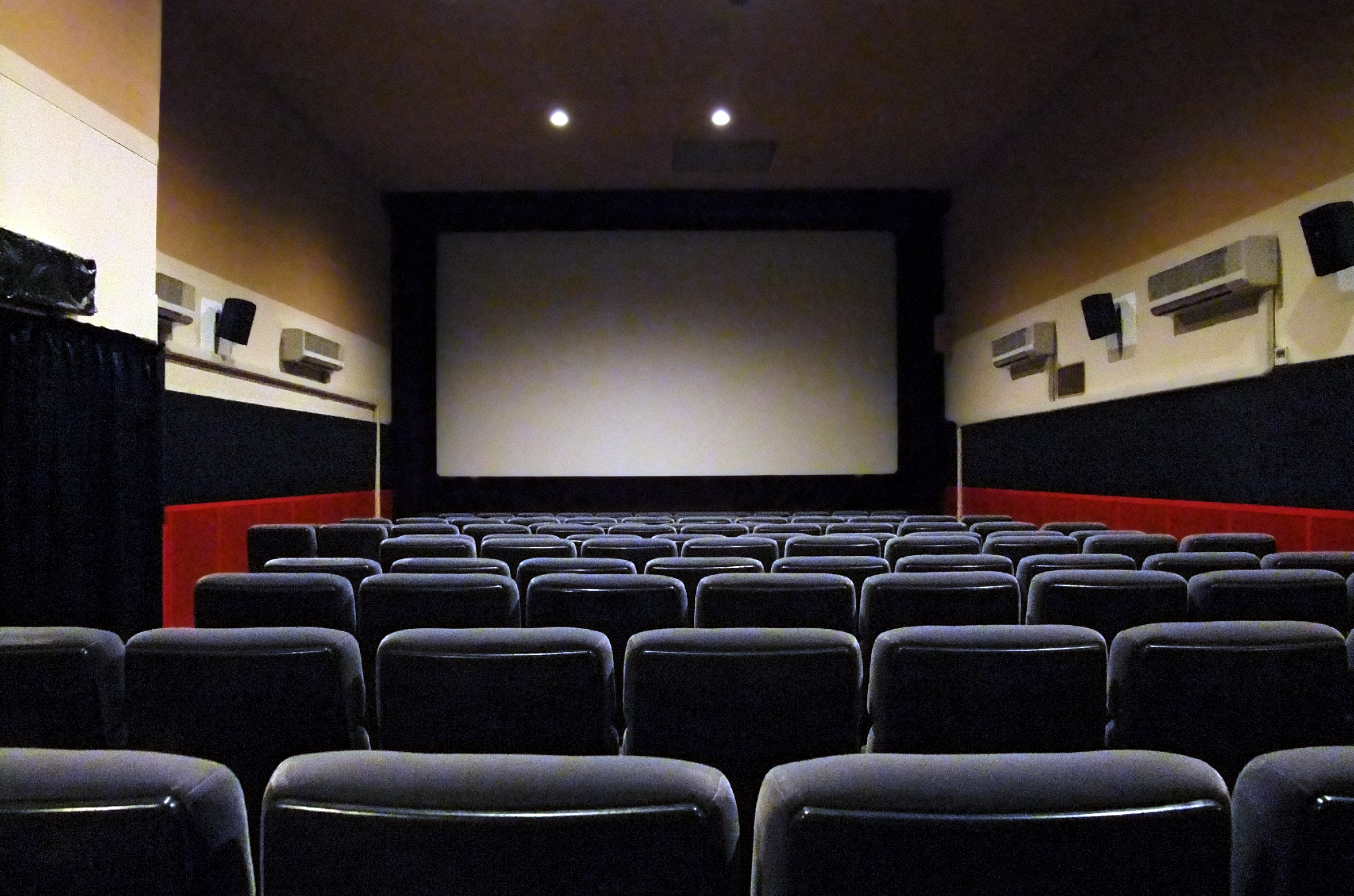
高槻セレクトシネマ

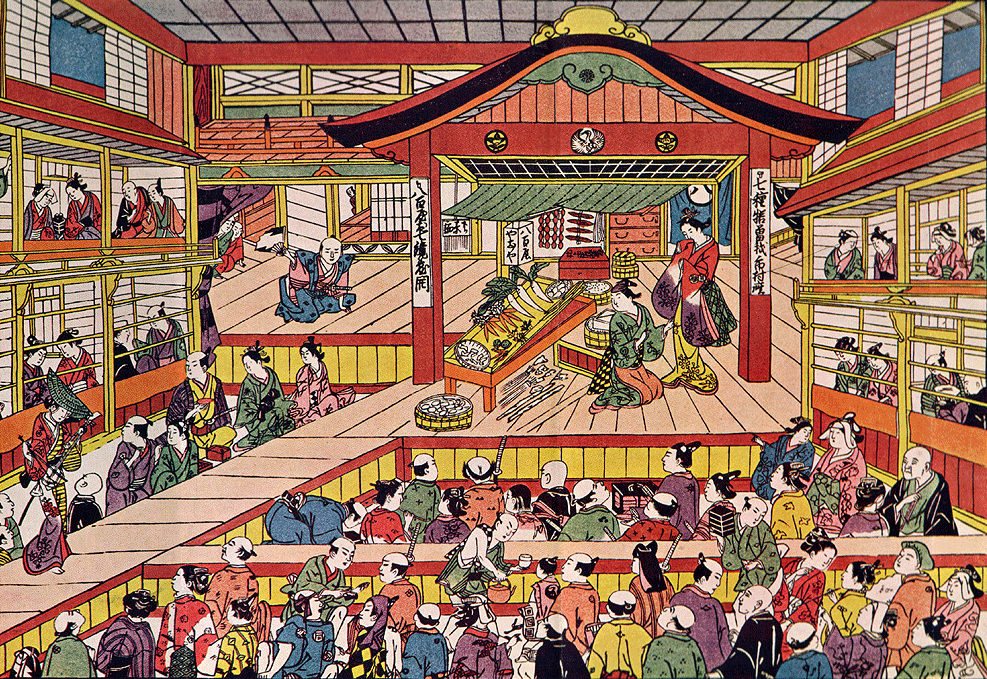
葺屋町市村座を描いた奥村政信の『芝居浮繪』

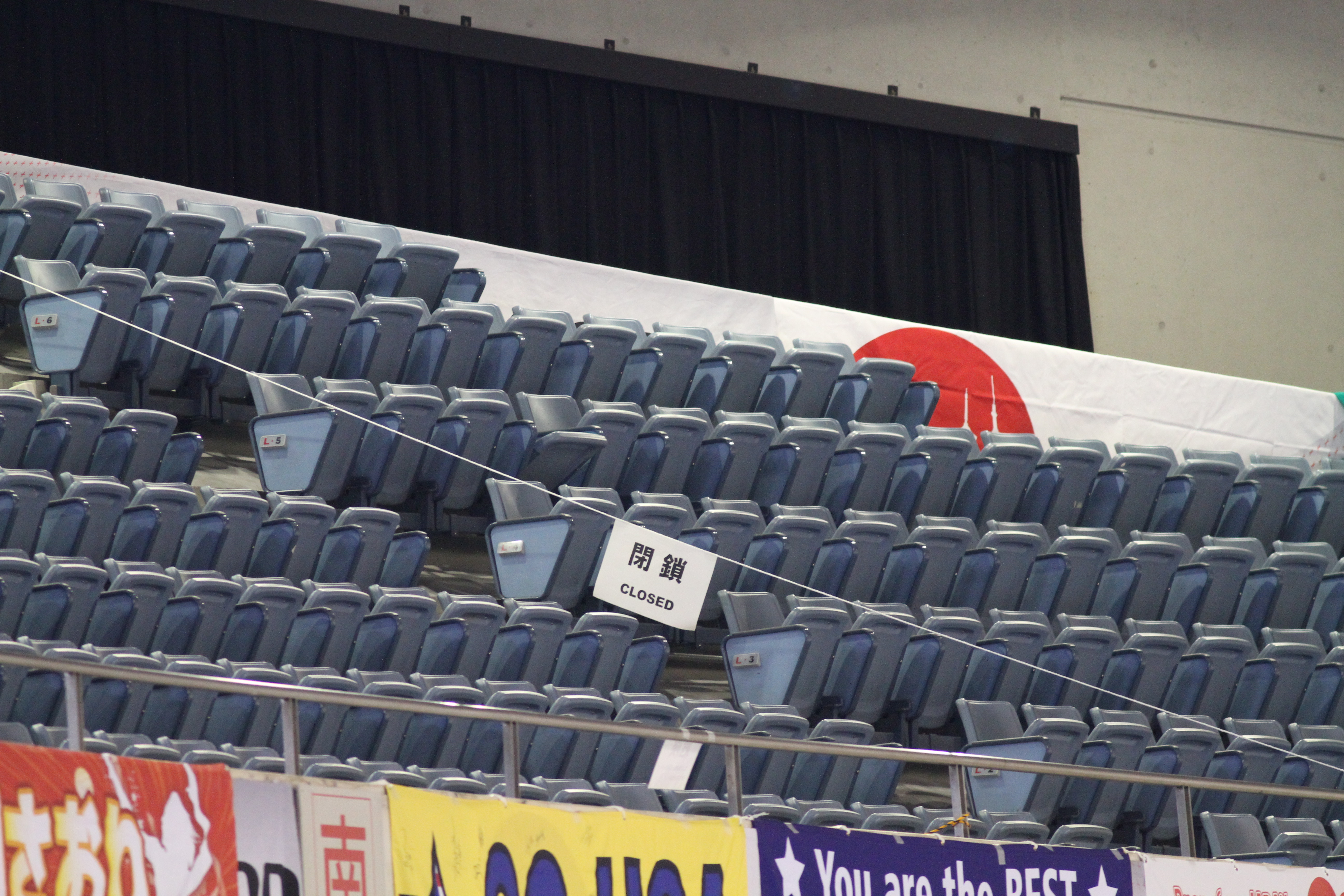
代々木第一体育館（この日の閉鎖エリア）

観客席（かんきゃくせき）は、スポーツ施設、劇場、コンサート会場、イベント会場などにおける、観客のための座席。観覧席（かんらんせき）。

## 設備
観客席は前の観客と頭の位置が重ならないように1列ごと交互に半座席ずらして配置されていたり、また、後方の観客も見やすいよう、階段状になっている場合も少なくない。
競技場や野球場などの階段状の観客席はスタンドとも呼ばれる 。
中世フランスにはラケット・スポーツの原型と言われるジュ・ディ・ポーム（Jeu de paume）があり、裁判も行われた修道院の中庭で試合が盛んに行われた（コートの語源）。
なお、観客席とは呼ばないものの、ある対象に注目する人たちのための座席として、教会堂の座席や、裁判所の傍聴席などがある。大学の講堂や大教室も、講演・演奏会の会場として用いられることがある。

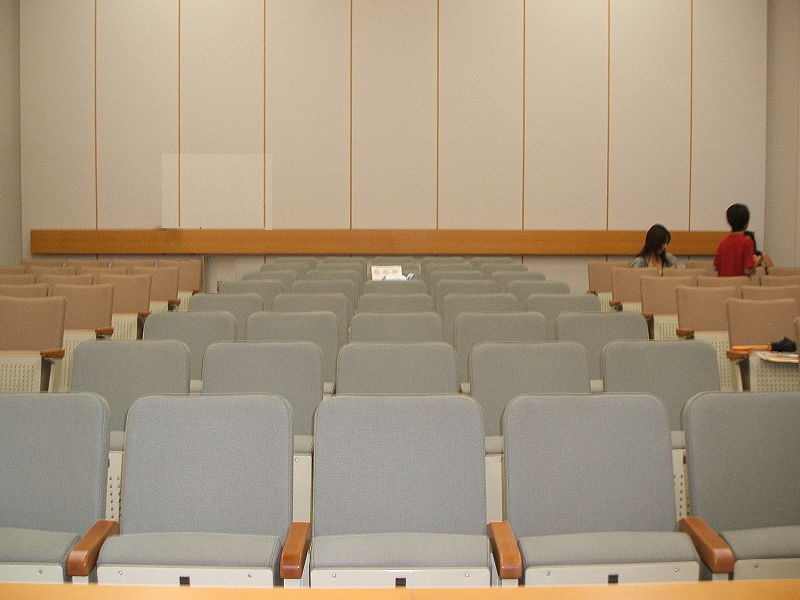
福岡地裁303号法廷
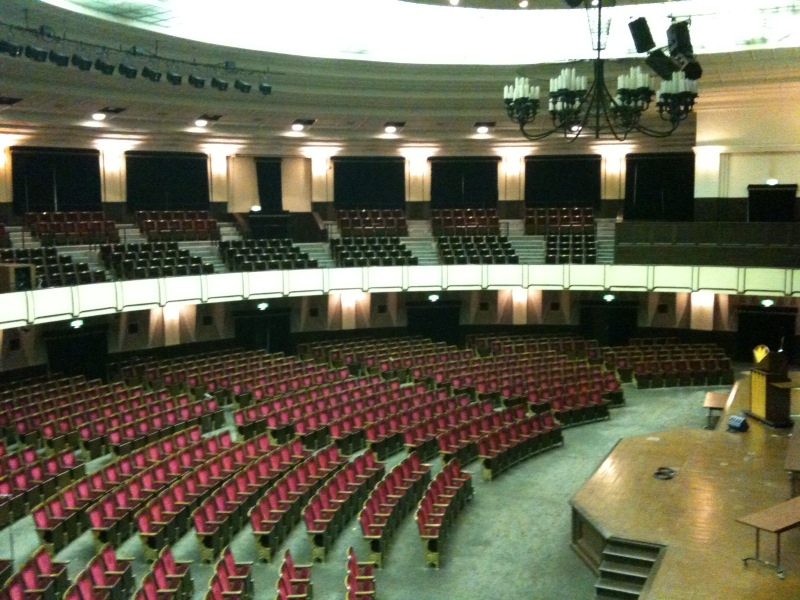
東京大学安田講堂（五月祭では演奏会もおこなわれる）

### 座席の種類と名称

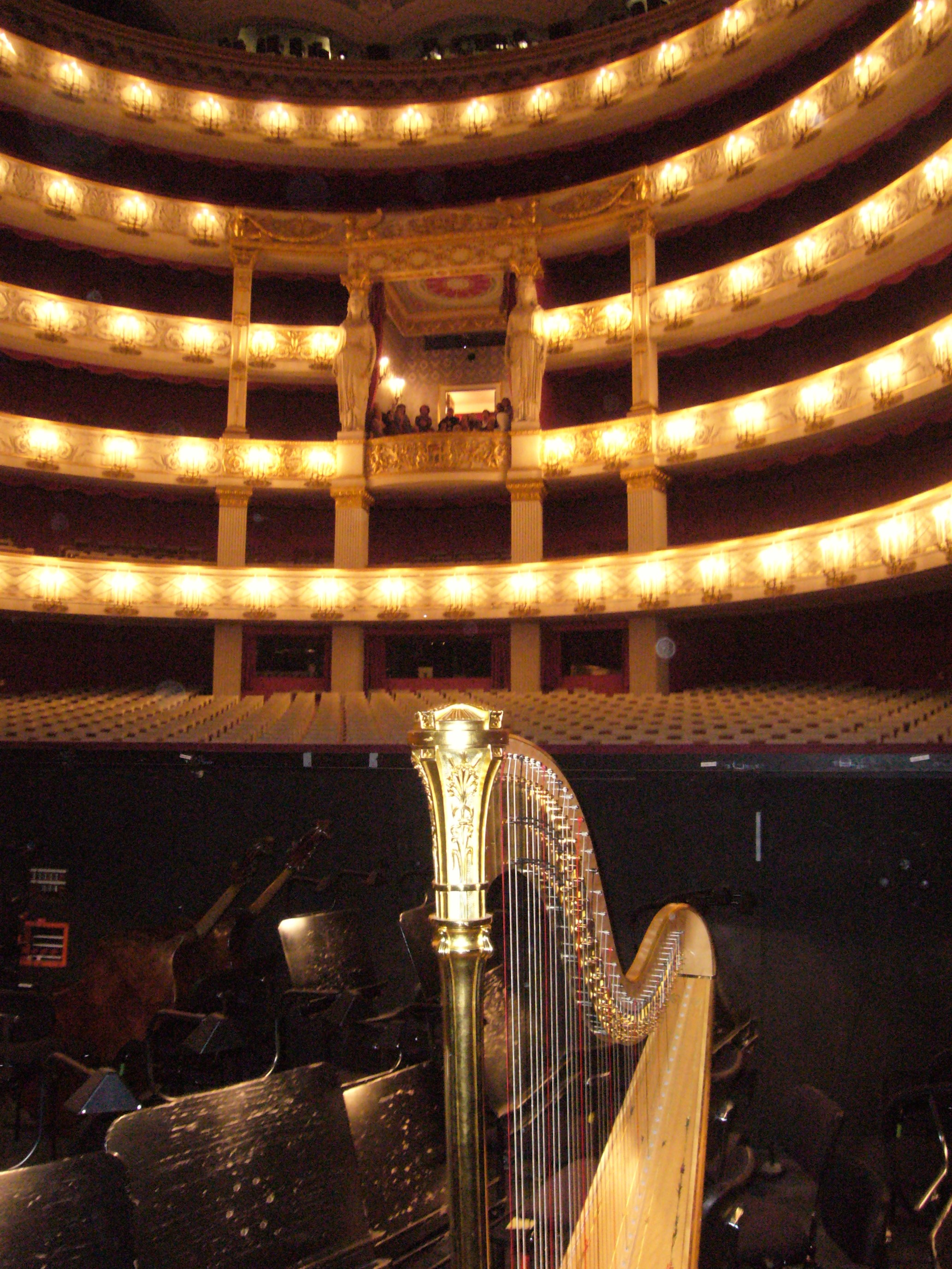
バイエルン国立歌劇場のステージ側から見た客席。真ん中の豪華な部屋はドイツ語でMittelloge、英語でroyal boxと呼ばれる最上級の座席

「ペアシート」「車椅子席」および「介添席」などを用意している施設もある。
大相撲には「椅子席」の他、「枡席」、土俵下の「溜席」（砂かぶり）がある。
日本の公営競技において設置される有料席（指定席制）に「特別観覧席」（特観席）がある。主に大きなガラス張りになっている。
バレーボールの日本における国際大会では、同会場で複数の試合を実施する場合が多いが、（その日の最終試合である）日本戦を除いた試合限定のチケットが販売されることもある。
スポーツ・ライブ共にチケット販売状況によっては、上の方の階の席などを閉鎖することがある。
限られた人が対象となる特殊なものとして、貴賓席、記者席などがある。
2階席以上の席
階上席、ギャラリー、ベランダ、ポーチ、ロッジア、バルコニー席などなど多くの呼び名がある。修道院の2階の回廊にはスポーツや裁判を見るため人々が集まったが、そこには絵画や彫刻等の美術品が飾られておりギャラリー（gallery）の語源となった。
- 歌劇場では、ボックス席（英語版）（オペラボックス）と呼ばれ貴賓室となっている。劇場の正面席は、Mittelloge、royal boxとされ最上級の貴賓室となっている。天上の風景が書かれた天井近くの席は、The gods (観客席)（英語版）と呼ばれている最安値の席となっている。
- 歌舞伎では「桟敷席」と呼ばれ、天井近くの席は天井桟敷と呼ばれ一番安い席となる。
- 平成中村座では舞台背後から覗き見る「桜席」と真正面から見る「お大尽席」がある[7][8]。

### 傾斜角
横浜スタジアムの観客席の最大傾斜角は30度。横浜公園の中に建てられ、都市公園法の関係で建ぺい率に限りがあり、急勾配にせざるを得なかったという。また、神宮球場は内野席の前方が約13度で後方は約28度という。
逆に意図的に、サッカーやラグビー など、急傾斜（「国内最高レベルの傾斜角40度越え」など）を、臨場感 の売りにする方向もある。
大田区総合体育館の設計に携わった能勢修治は、すり鉢状の観客席がコート際まで迫るNBAのようなスタイルが理想だったが、日本では法的な制約でそこまで急傾斜にはできなかったと語る。

### 車いす席
国際パラリンピック委員会（IPC）は、プロスポーツ会場における車いす席の割合を0.5％と定めている（他に勾配が2％以下などの規定もある）。IPCは五輪においては0.75％以上、パラリンピックは1 - 1.2％以上としているという情報もある。
2015年7月のNHKの調査では、プロ野球とJリーグの30のスタジアムのうち0.5％以上という基準を満たしているのは、MAZDA Zoom-Zoom スタジアム広島、東京スタジアム、豊田スタジアム、仙台スタジアムの4つのみだった。7月17日、国土交通省も車いす席を全体の0.5％に設置するガイドラインを示した。スタジアム以外にも劇場・映画館・集会場なども対象で、通路の幅や転回スペースなどの指針も盛り込まれたが、すべて法的拘束力はないという（5月1日に追補版の案が公表されていた）。
2020年東京オリンピック関連施設については、全体の0.75％以上とする指針案を、国・東京都・五輪組織委員会などが検討しているという。

## スポーツ

### 規格

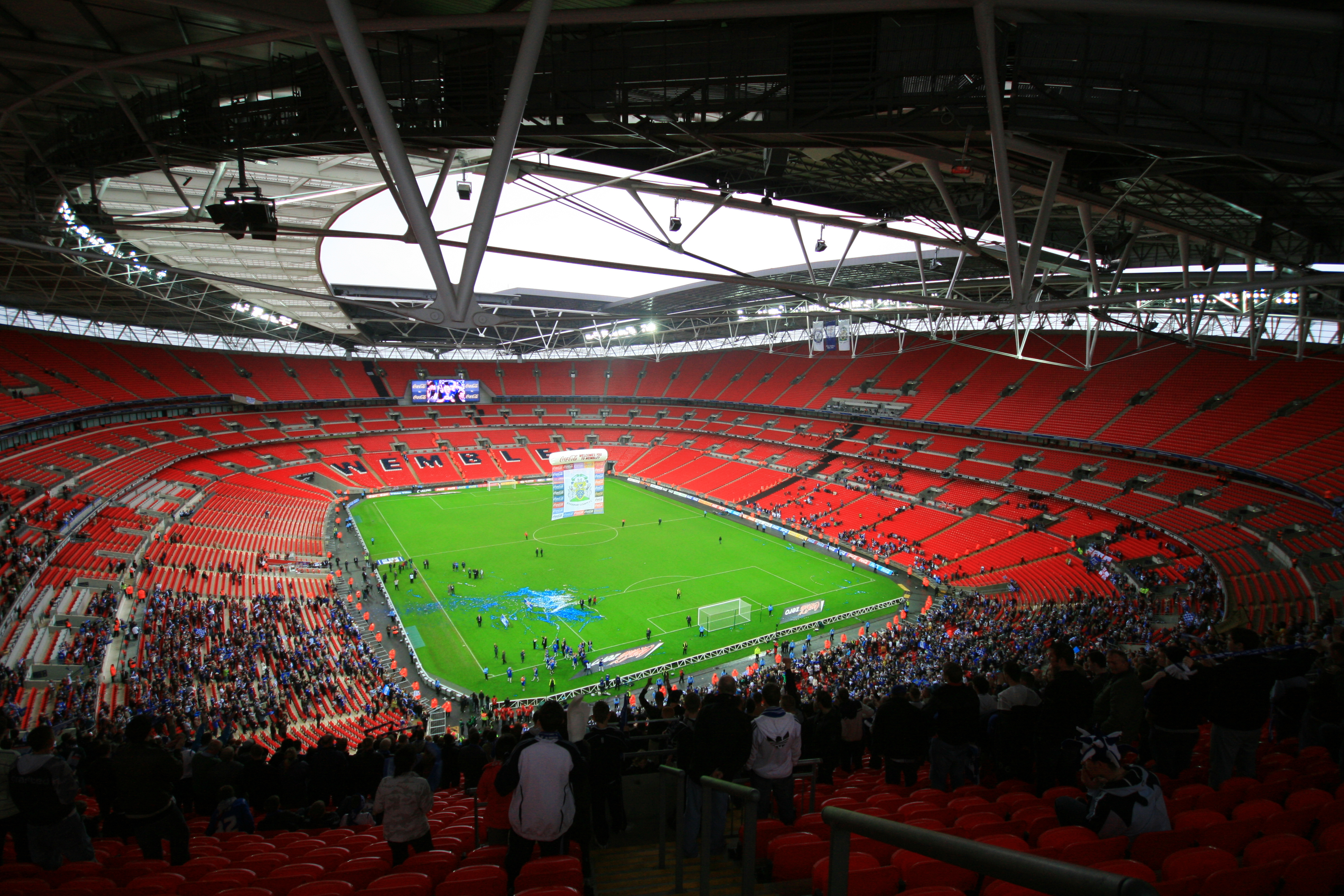
ウェンブリー・スタジアム（フットボール専用スタジアムながら、コーナーを曲線的にしている例）

大きな国際大会では規定条件が決められていることがある。サッカーのFIFAワールドカップでは、2002年大会の招致では4万人以上収容（決勝戦は6万人以上）の、観客席の2/3が屋根で覆われることが求められた。2010年の時点では決勝戦の会場は8万人以上収容と、より厳しくなった。
ラグビーワールドカップ2019でも開幕戦・決勝戦は6万人以上の収容が求められたという。
ヨーロッパやFIFAなどの競技場設計では、観客席からの視界のクオリティー評価として「C-VALUE」という値がある。
C = N(D+R) / D+T-R
- D:ある観客席から競技面までの水平距離
- N:観客席の段差
- R:観客席から競技面
- T:観客席の奥行き[24]

### 可動席
ピッチの周囲を陸上競技用トラックで囲まれたサッカースタジアムでは、観客席からの距離が遠くなり、スタンドの傾斜もサッカー専用スタジアムと比較して浅くなる傾向にある。臨場感が減る短所を補うため、可動式の観客席を設置して対応することがある。

## ライブ会場

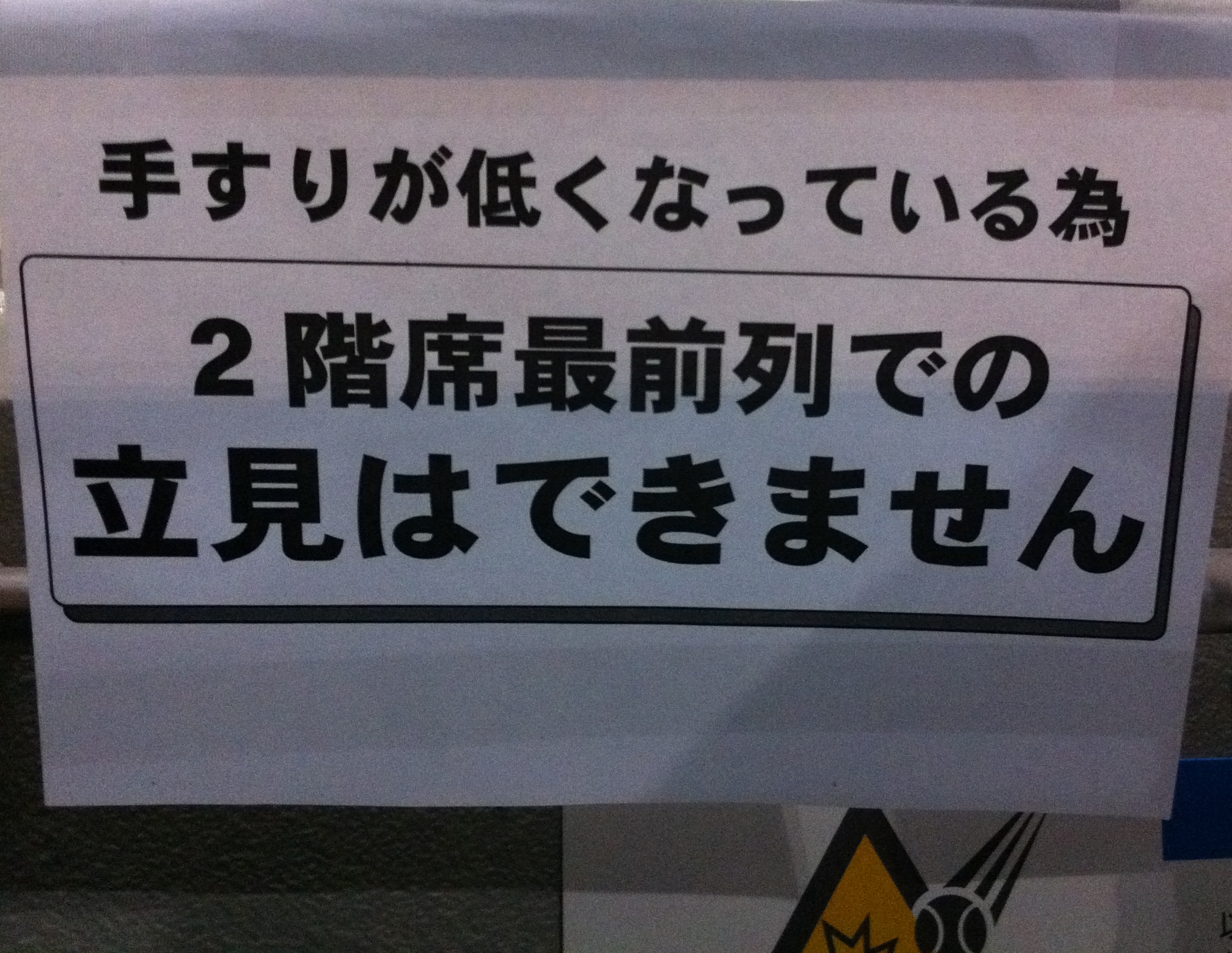
東京ドームの注意書き

ライブ（コンサート）の会場では、ステージが一部見えづらい席、例えばステージ両端の席を「サイドシート席」として（追加）販売することがある。S席に位置しながら機材などの関係で見えづらかったり聞き取りにくい席を含め、「見切れ体感席」「見切れ席」などと呼ばれることもある。2012年のAKB48のコンサートでは、「死角席」とステージ真裏で一切見えない「音席」 が販売された。
観客の転落防止のため、2階席の最前列などが、立ち見禁止となる場合もある。また、着席専用席が「ファミリーシート」などの名称で、一部に設置されることもある（対象は子連れの保護者のみの場合 と年配の客なども含む場合 がある）。機材・演出の都合上による「着席指定席」も存在する。

## アリーナ
日本では、野球場や体育館などにおいて、臨時に特設された席を「アリーナ席」と呼ぶ。
元々は、古代ローマのアンフィテアトルム（日本語では円形劇場と訳されることもある）にあった闘技場のこと。その一つであるコロッセオでは、観客席が身分によって分けられていたという（1階席が元老院と議員、2階席が騎士、その上が市民、最上階が市民権の無い人）。

## ギャラリー

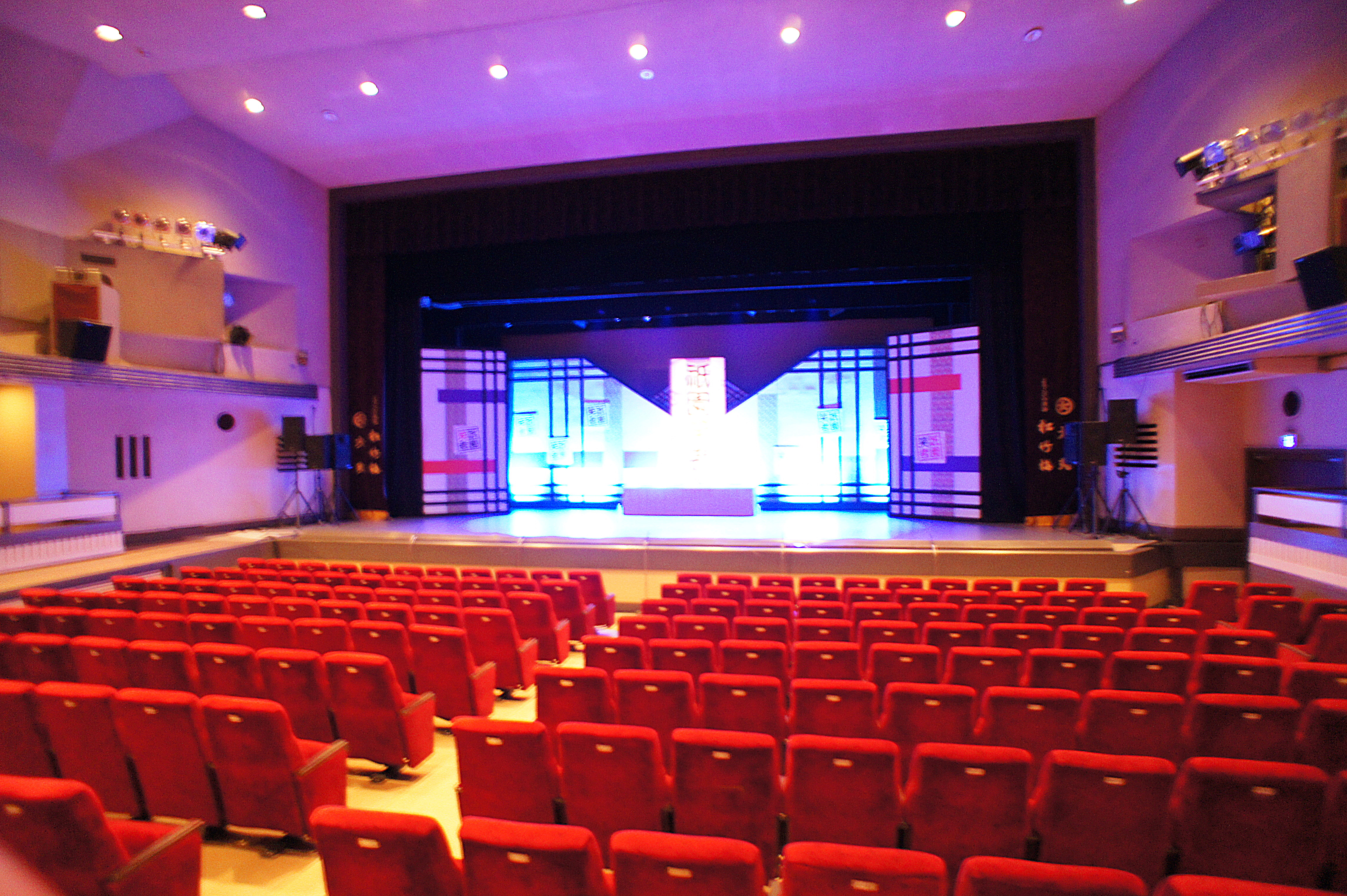
よしもと祇園花月
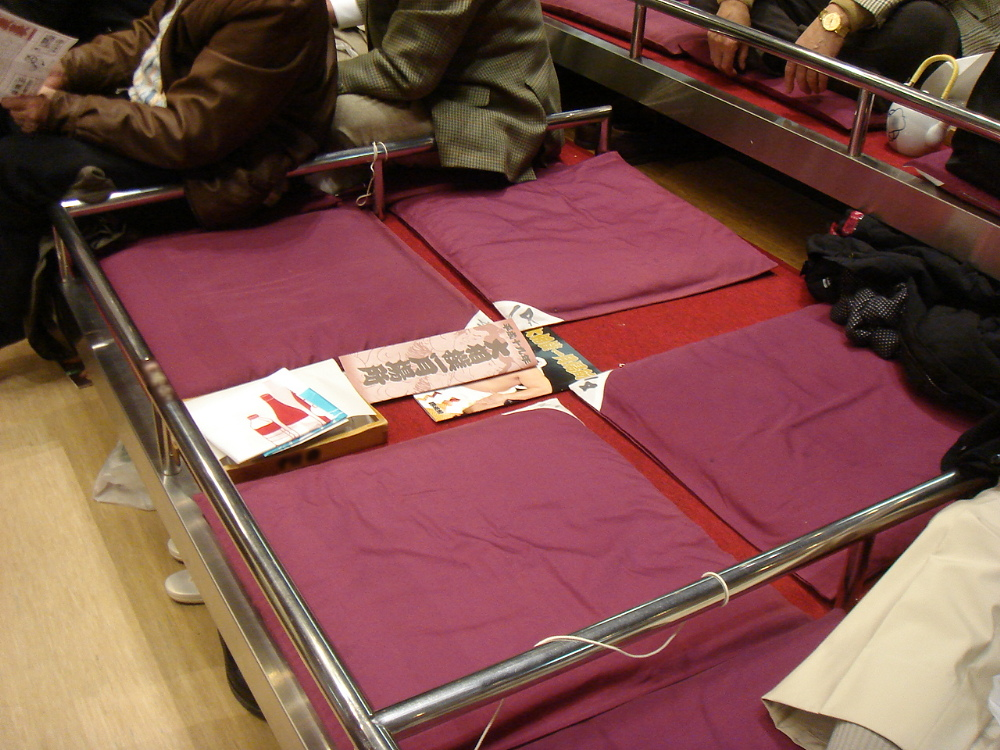
両国国技館の枡席
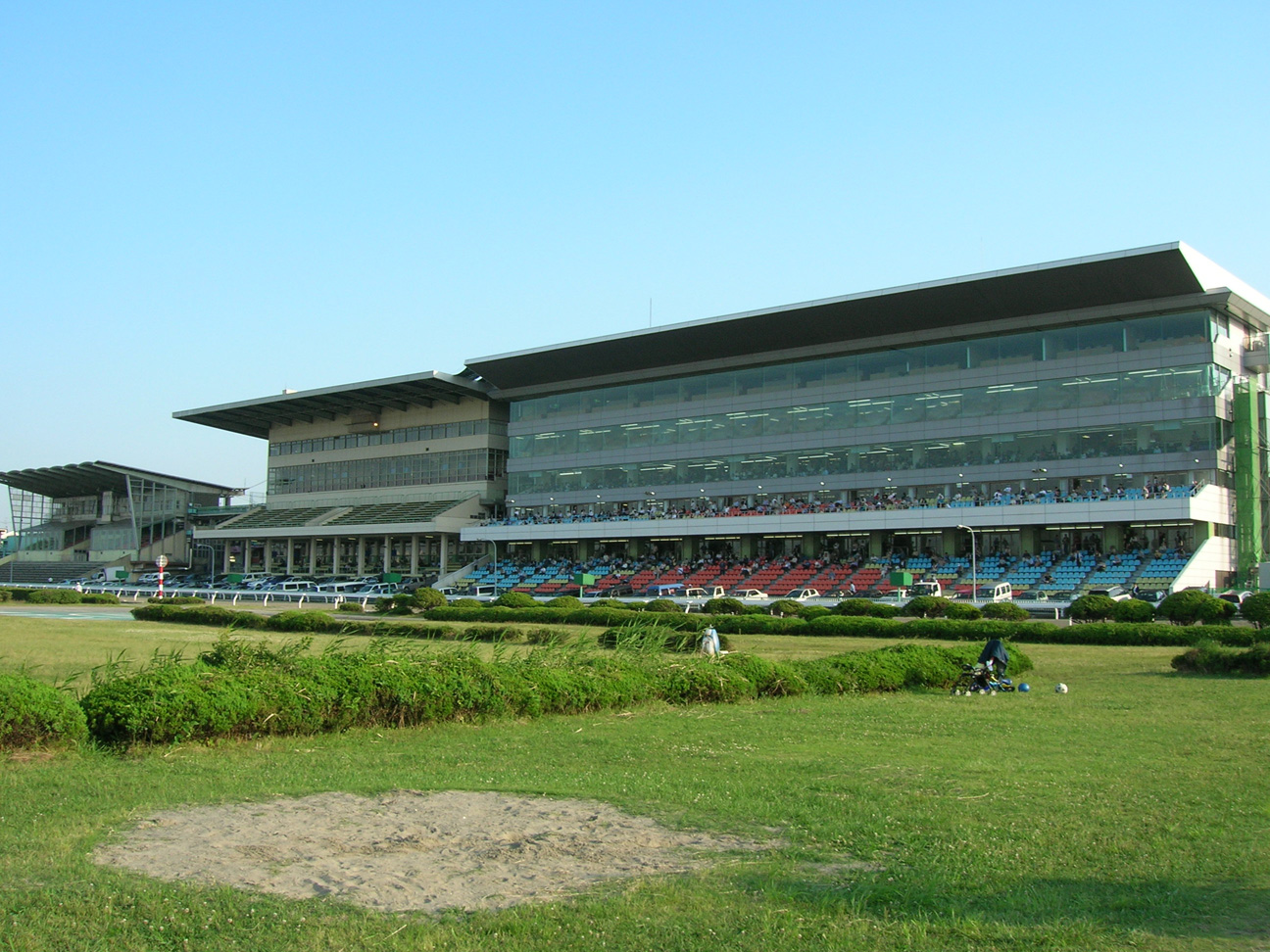
浦和競馬場の特別観覧席（有料）
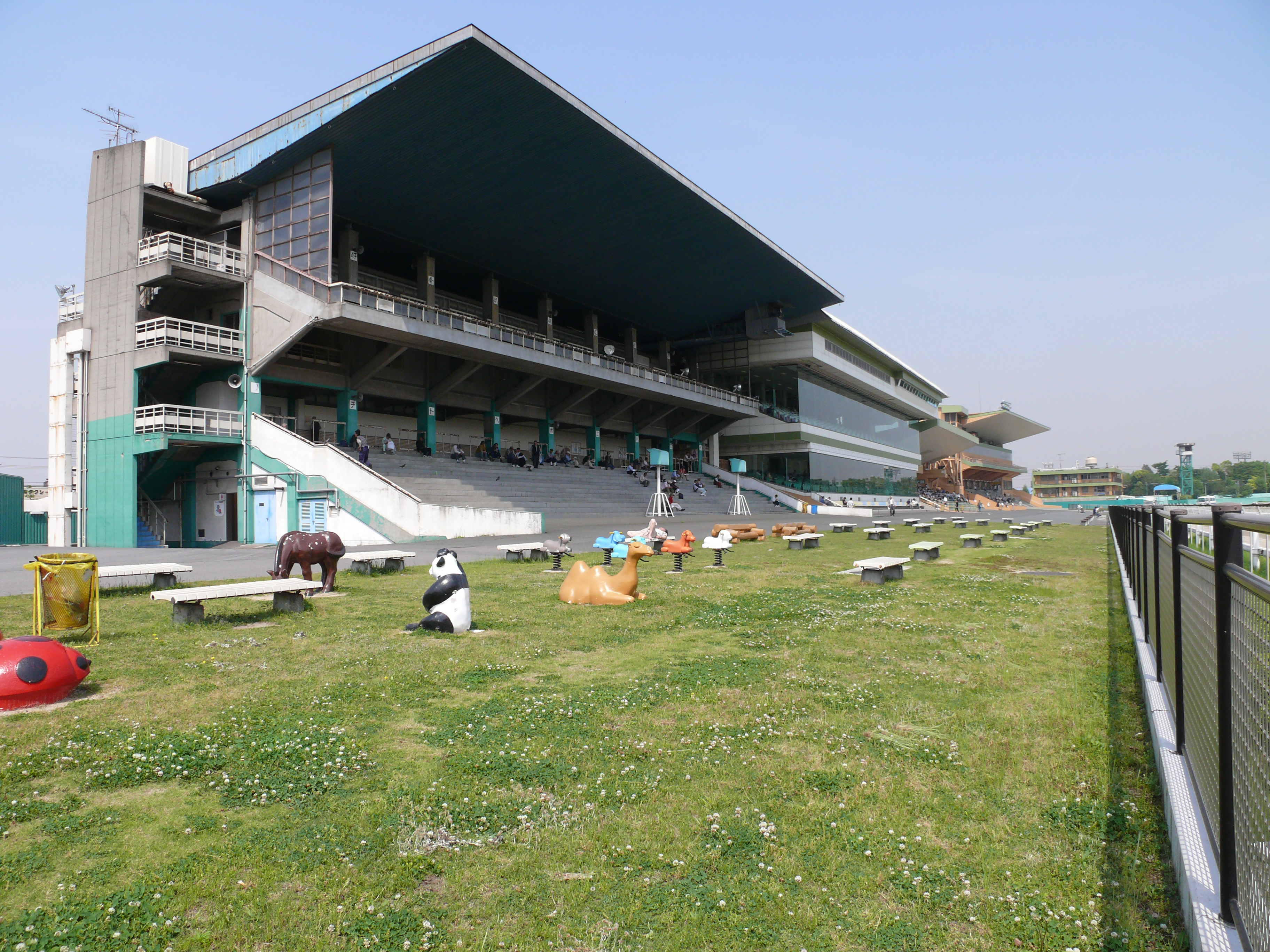
名古屋競馬場のスタンド（無料、階段そのものを座席代わりにする人も）
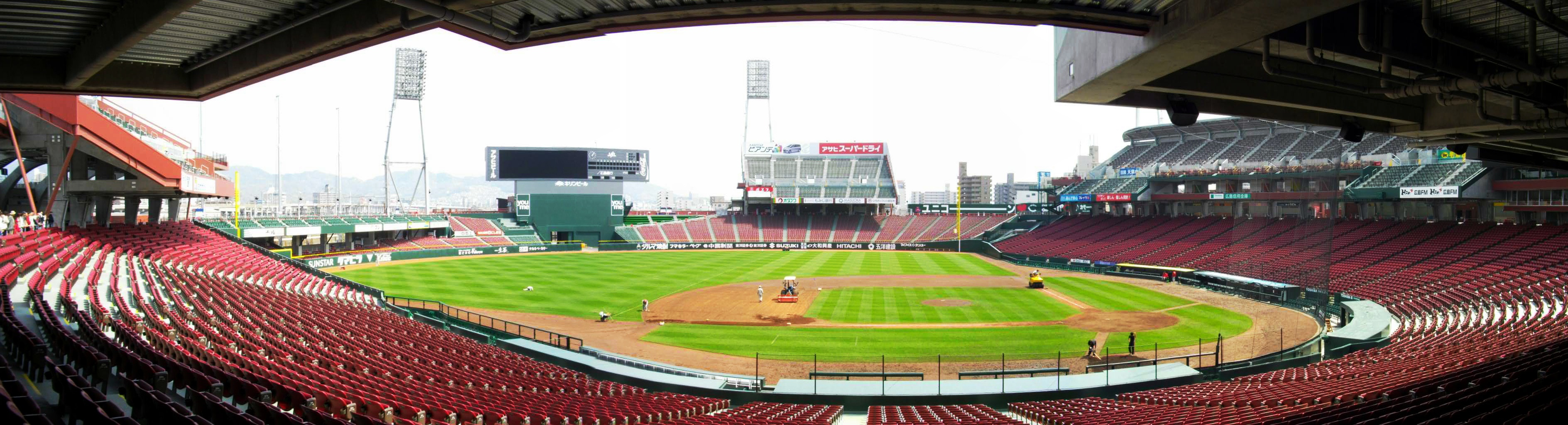
MAZDA Zoom-Zoom スタジアム広島（緩い勾配のスタンド）
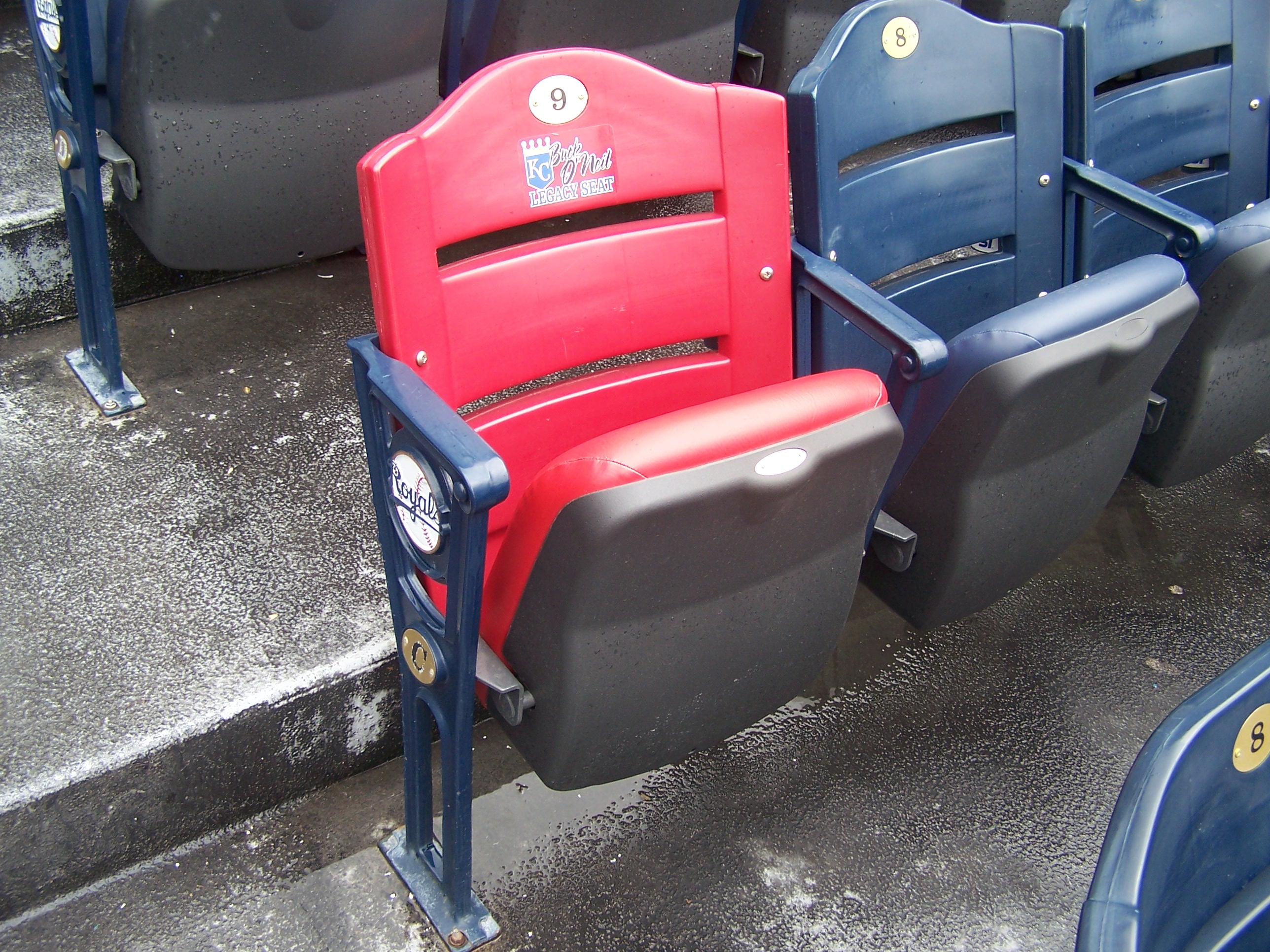
カウフマン・スタジアム
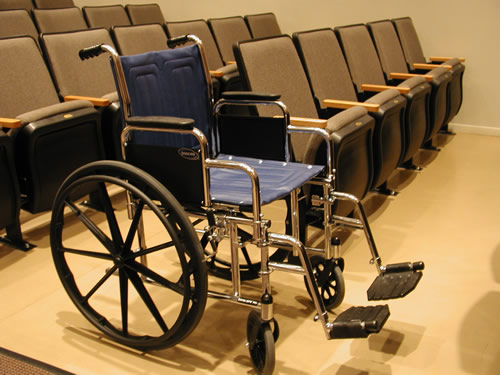
映画館の車椅子席
スカラ座
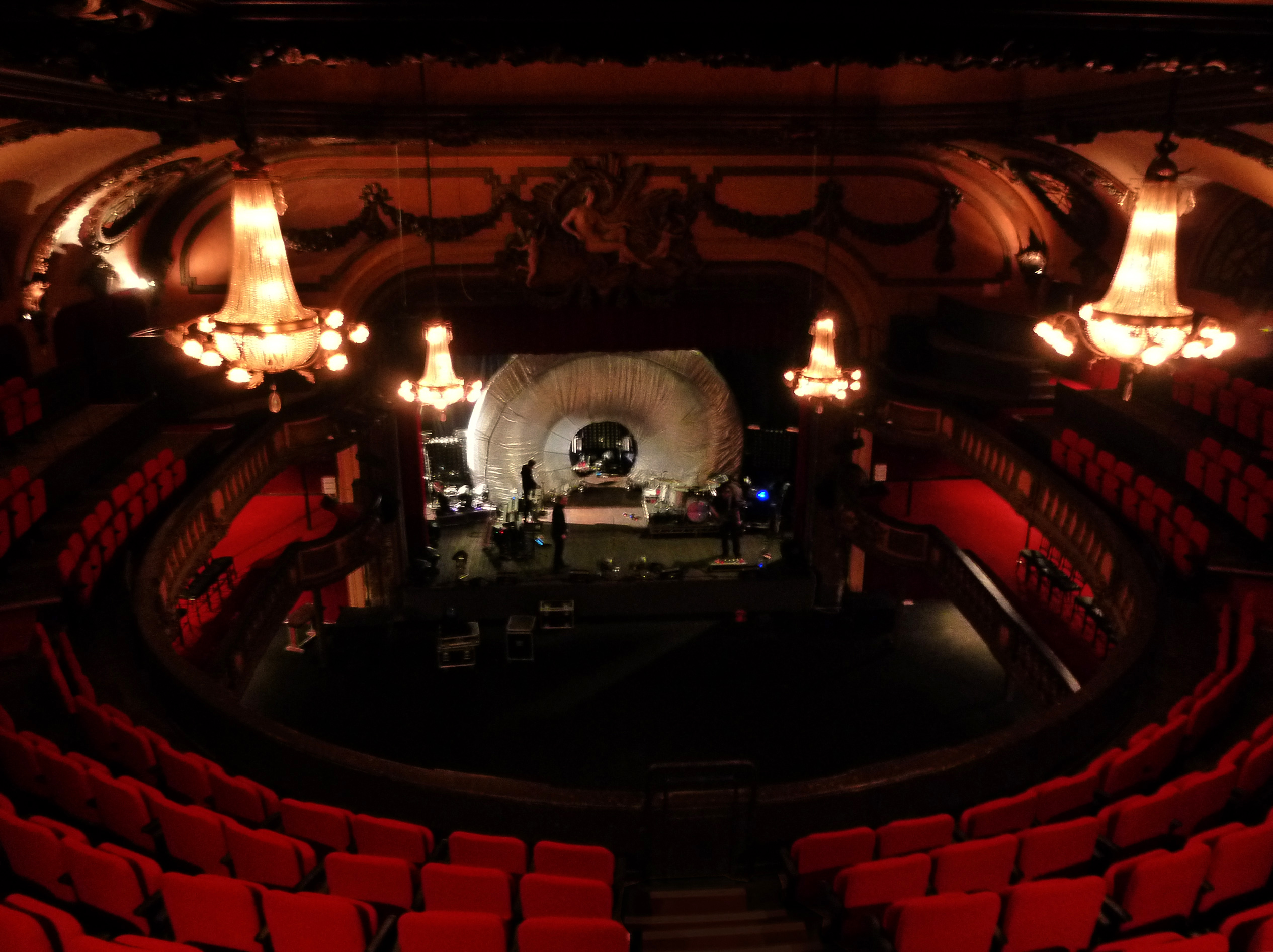
ル・トリアノン
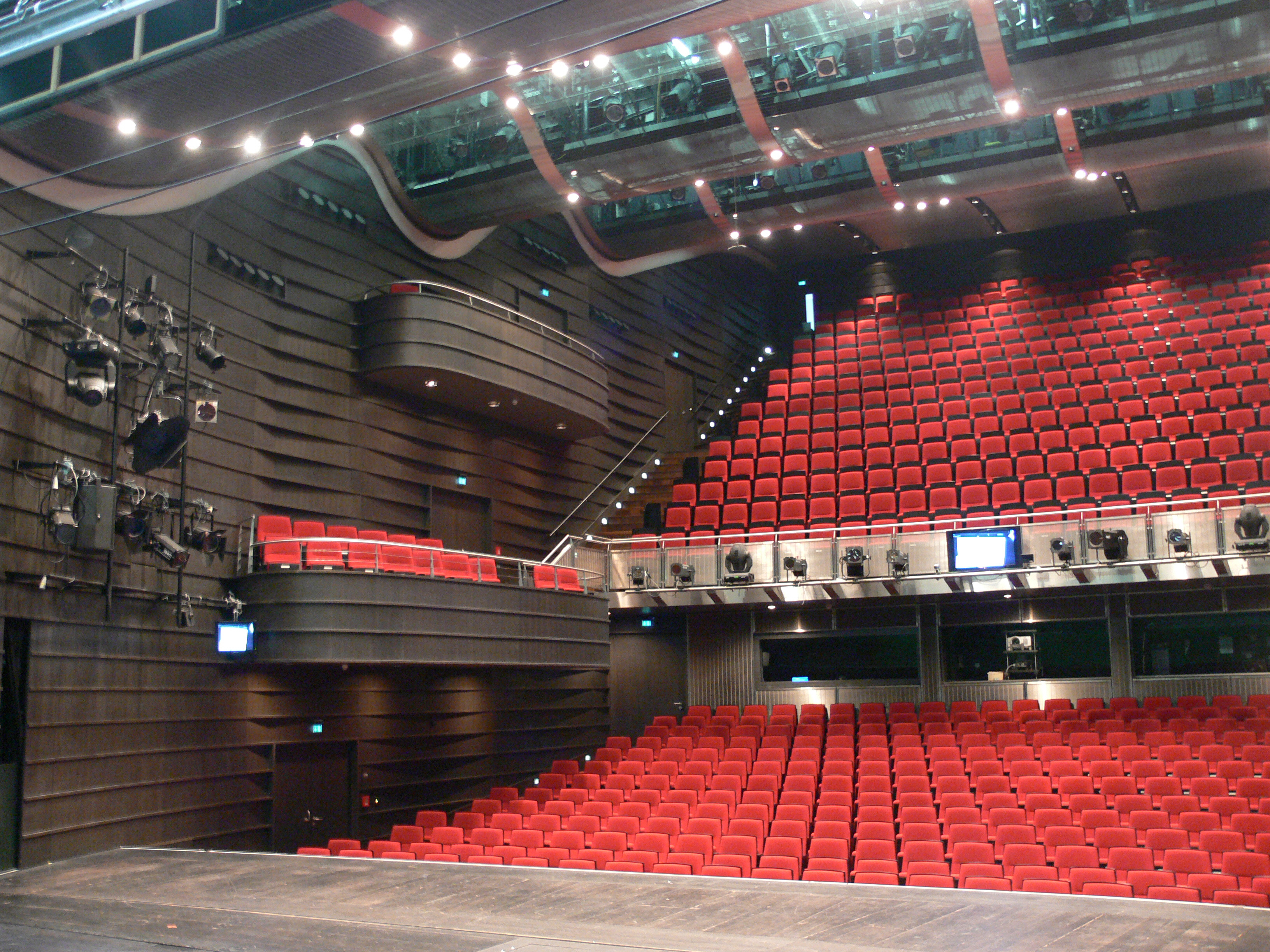
Theater Bielefeld
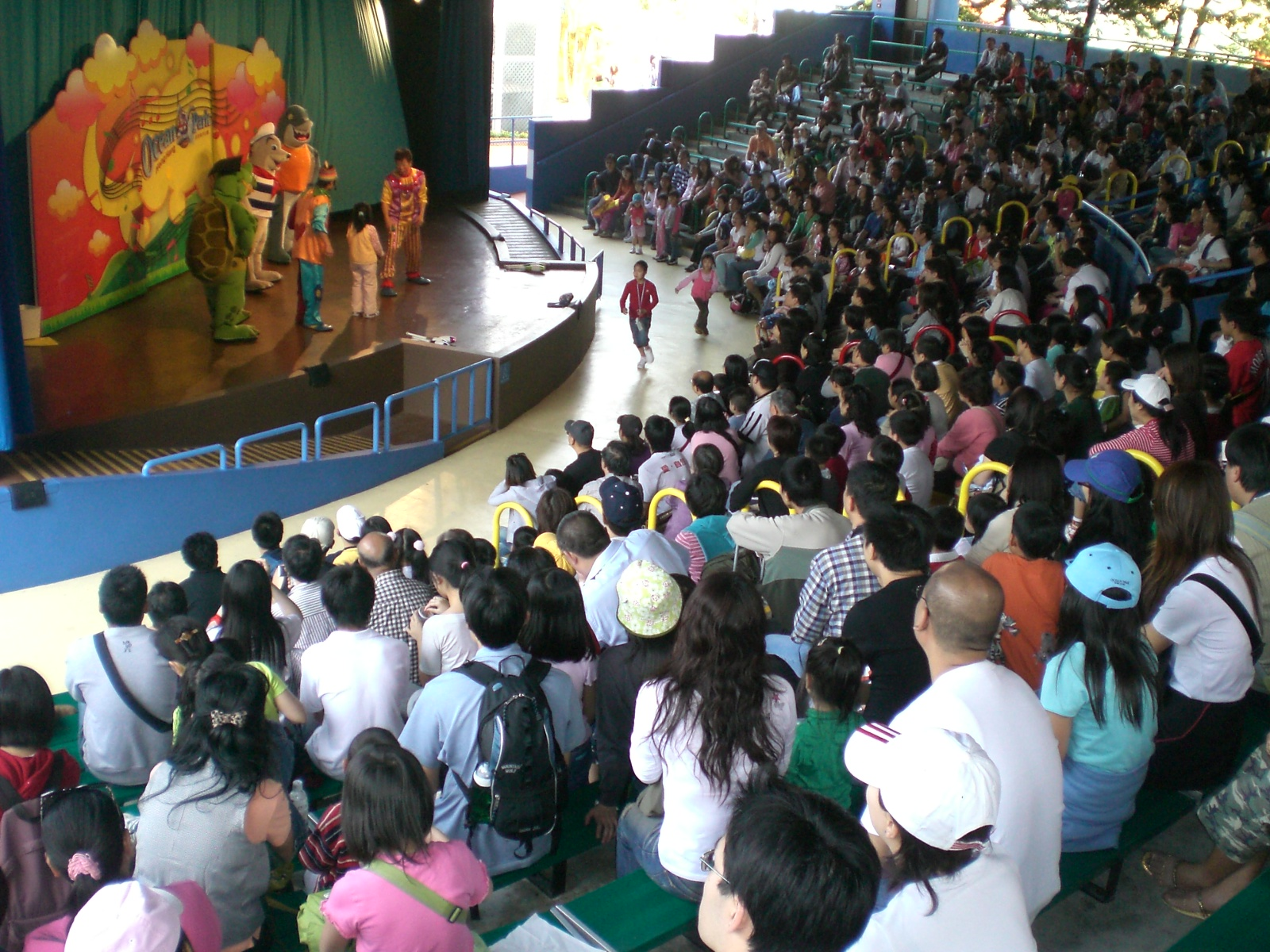
香港海洋公園